# 江繼芸

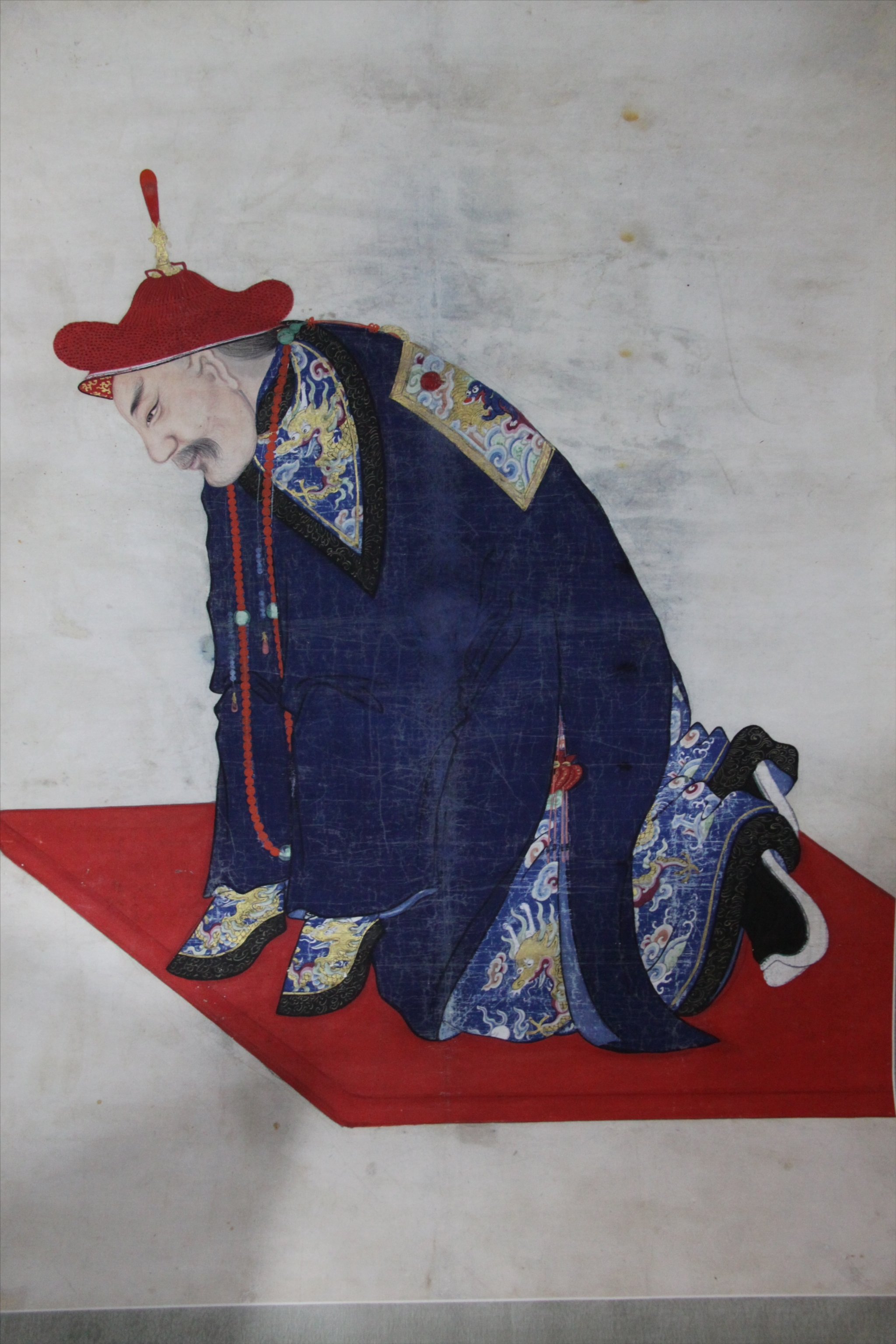
江继芸跪拜图，现藏中国船政文化博物馆

江繼芸（1788年—1841年8月26日），字源选，号香山，福州平潭县人。清朝将领。
江繼芸生于福清县海下里的军官世家，祖父怀六官福建水师提标参将。父毓亭，武略骑尉。江继芸少年习武，熟悉水性。嘉庆十三年（1808年）投军，编入水师海坛镇。戎马倥偬三十余年，缉捕捕盗，追查走私，屡立战功，累迁千总、守备、都司、游击、参将、副将。

## 生平
- 嘉慶十三年（1808年），江繼芸投軍編入水師海壇鎮，隨後隨海壇鎮總兵孫大剛出洋征剿立功，獲朝廷頒獎。
- 嘉慶二三年（1818年）升任外委，後升任海壇千總。
- 道光六年（1826年），台灣張丙之亂，以擒賊功提升為福建水師前營守備。
- 道光十年（1830年）任福建水師右營守備，此後任都司、游擊。
- 道光十二年（1832年）署理福建水師中營參將。
- 道光十五年（1835年）任台灣水師協副將。
- 道光十九年（1839年），清政府任命湖廣總督林則徐為欽差大臣，南下廣州，主持禁煙運動。江繼芸除了積極配合兩廣總督鄧廷楨打擊鴉片走私販外，還堅決支持林則徐的禁煙行動。
- 道光二十年（1840年），邓廷桢调任闽浙总督，奏擢江继芸为海坛镇总兵。不久，继任闽浙总督颜伯焘奏调江继芸为金门镇总兵。
- 道光二十一年（1841年）8月下旬，英国璞鼎查攻打金门，江继芸殉国。江继芸墓位于北海区田美村南（今北厝镇田美澳村），現為福建省文物保護單位。

## 家族
- 嫡系子孫：江惠

## 紀念
- 江繼芸墓：福建省福州市平潭縣北厝鎮田美村
- 江繼芸紀念館：福建省福州市平潭縣潭城鎮中埔莊1851號

## 延伸阅读
[在维基数据编辑]
 《清史稿·卷372》，出自趙爾巽《清史稿》